# Thaikkad
Thaikkad es una ciudad censal situada en el distrito de Thrissur en el estado de Kerala (India). Su población es de 6594 habitantes (2011). Se encuentra a 20  km de Thrissur y a 83 km de Cochín.

## Demografía
Según el censo de 2011 la población de Thaikkad era de 6594 habitantes, de los cuales 3055 eran hombres y 3539 eran mujeres. Thaikkad tiene una tasa media de alfabetización del 97,02%, superior a la media estatal del 94%: la alfabetización masculina es del 97,82%, y la alfabetización femenina del 96,35%.